# Luigi Pagliani
Luigi Pagliani (* 25. Oktober 1847 in Genola; † 4. Juni 1932 in Turin) war ein italienischer Hygieniker.

## Leben
Er war Schüler von Jacob Moleschott, Freund und Mitarbeiter von Giulio Bizzozero und Angelo Mosso.
1868 schloss er ein Medizinstudium an der Universität Turin ab, wo er später den ersten in Italien eingerichteten Lehrstuhl für Hygiene innehatte.
1886 gründete er die Società Italiana di Igiene. 1886 wurde er von Francesco Crispi nach Rom berufen, um die italienische Gesundheitspolitik zu organisieren. Er war Leiter der neuen Generaldirektion für Gesundheit im Innenministerium. In diesem Auftrag erzielte er Erfolge bei der Bekämpfung der Cholera in Süditalien und auf Sizilien und diagnostizierte Hakenwürmer, als Ursache für die Anämie der für den Gotthardtunnel eingesetzten Bergmänner. Zu seiner Arbeitsgruppe gehörte auch Achille Sclavo.

## Aktivitäten als Freimaurer
1888 wurde er in der römischen Loge "Cola di Rienzi" vom Grande Oriente d’Italia aufgenommen. Anfang der 1890er Jahre war er Ordensrat und Mitglied der Freimaurer-Solidaritätskommission.
1906 ließ er in Solidarität mit Tommaso Villa und anderen freimaurerischen Senatoren und Abgeordneten, die vom Großmeister Ettore Ferrari ausgeschlossen worden waren, weil sie zusammen mit Geistlichen eine lokale Liste unterstützt hatten, sein Mandat ruhen.
1907 trat er öffentlich gegen den Katechismusunterricht an Grundschulen ein und wurde 1908 wieder in den Rat des Grande Oriente d’Italia gewählt.

## Veröffentlichungen
- Luigi Pagliani, Sopra alcuni fattori dello sviluppo umano : ricerche antropometriche, Torino : Stamparia Reale, 1876
- Angelo Mosso e Luigi Pagliani, Critica sperimentale della attività diastolica del cuore, pei dottori A. Mosso e L. Pagliani, Torino : Vercellino, 1876
- Luigi Pagliani ed Cesare Abbati, Un progetto di ospedale per le malattie contagiose, pei dott. L. Pagliani ed ing. C. Abbati, Torino : Tip. Vercellino, 1878
- Camillo Bozzolo e Luigi Pagliani, L'anemia al traforo del Gottardo dal punto di vista igienico e chimico, Milano : G. Civelli, 1880
- Luigi Pagliani, La polizia sanitaria in Italia di fronte alle epidemie di colera, Roma : tip. Camera dei Deputati, 1886
- Consiglio superiore di sanità, Relazione al Consiglio superiore di sanità intorno allo ordinamento della Direzione della sanità pubblica ed agli atti da essa compiuti dal 1º luglio 1887 al 31 dicembre 1889 letta in seduta del 18 gennaio 1890, dal direttore prof. Luigi Pagliani, Roma : Stabilimento tipografico italiano, 1890
- Luigi Pagliani, La profilassi europea contro i morbi epidemici esotici e la convenzione della Conferenza sanitaria internazionale di Venezia, Roma : Tip. Delle Mantellate, 1894
- Luigi Pagliani, Sulle condizioni igieniche e sanitarie dei lavori al traforo del Sempione, Torino : Tip. Lit. Camilla e Bertolero di Natale Bertolero, 1900
- Luigi Pagliani, Le abitazioni igieniche ed economiche per le classi meno abbienti nel secolo XIX, Torino : Tip. e Lit. Camilla e Bertolero, 1902
- Luigi Pagliani, Lezioni d'igiene del prof. Pagliani, compilate per cura di G. Volpino, Torino : F. Gili, 1910
- Luigi Pagliani, Trattato di igiene e di sanità pubblica : colle applicazioni alla ingegneria e alla vigilanza sanitaria. Vol. I: Dei terreni e delle acque in rapporto colla igiene e colla sanità pubblica, nozioni preliminari e parte generale; Vol. II: Degli ambienti liberi e confinati in rapporto colla igiene e colla sanità pubblica, Milano : Vallardi, 1912–1920
- Luigi Pagliani, Lo sviluppo dell'organismo umano nell'infanzia, puerizia, adolescenza, pubertà e giovinezza, con deduzioni igieniche, pedagogiche e sociali, Torino : Paravia, 1925
- Luigi Pagliani, Le piante aromatiche e da profumo, Torino : UTET, 1933